# Hexatoma (Eriocera) tenebrosa
Hexatoma (Eriocera) tenebrosa is een tweevleugelige uit de familie steltmuggen (Limoniidae). De soort komt voor in het Neotropisch gebied.